# Samenstelling Belgische Senaat 1932-1936
De lijst van leden van de Belgische Senaat van 1932 tot 1936. De Senaat telde toen 160 zetels. Op 27 november 1932 werden 93 senatoren rechtstreeks verkozen. Het nationale kiesstelsel was in die periode gebaseerd op algemeen enkelvoudig stemrecht voor alle mannelijke Belgen van 21 jaar en ouder, volgens een systeem van evenredige vertegenwoordiging op basis van de methode-D'Hondt, gecombineerd met een districtenstelsel. Daarnaast waren er ook 44 provinciale senatoren, aangeduid door de provincieraden en 22 gecoöpteerde senatoren. Tevens was er tot in februari 1934 een senator van rechtswege. Bijgevolg waren er vanaf februari 1934 159 zetels in de Senaat.
De legislatuur liep van 20 december 1932 tot 9 april 1936. Tijdens deze legislatuur waren achtereenvolgens de regering-De Broqueville IV (december 1932 - juni 1934), de regering-De Broqueville V (juni - november 1934), de regering-Theunis IV (november 1934 - maart 1935) en de regering-Van Zeeland I (maart 1935 - mei 1936) in functie. De eerste drie regeringen steunden op een meerderheid van katholieken en liberalen, de regering-Van Zeeland II op een meerderheid van katholieken, liberalen en socialisten.
De oppositie bestond dus uit de socialisten (tot maart 1935) en de Vlaams-nationalisten.

## Samenstelling
| Fractie | Fractie              | Rechtstr. | Prov. | Gec. | Tot. |
| ------- | -------------------- | --------- | ----- | ---- | ---- |
|         | Katholieken          | 42        | 22    | 10   | 74   |
|         | Socialisten          | 39        | 15    | 9    | 63   |
|         | Liberalen            | 11        | 7     | 3    | 21   |
|         | Vlaams-nationalisten | 1         | 0     | 0    | 1    |

## Lijst van de senatoren
| Senator                         | Partij             | Aanduiding                   | Kieskring                                   | Provincie       | Opmerkingen |
| ------------------------------- | ------------------ | ---------------------------- | ------------------------------------------- | --------------- | --- |
| Jean-Joseph De Clercq           | Katholiek          | Rechtstreeks gekozen senator | Antwerpen                                   | -               | |
| Emmanuel Temmerman              | Katholiek          | Rechtstreeks gekozen senator | Antwerpen                                   | -               | Vervangt vanaf 28 maart 1933 de overleden Jozef Nolf. |
| Lodewijk Smits                  | Katholiek          | Rechtstreeks gekozen senator | Antwerpen                                   | -               | |
| Léon Dens                       | Liberaal           | Rechtstreeks gekozen senator | Antwerpen                                   | -               | |
| Edward Van Eyndonck             | Socialist          | Rechtstreeks gekozen senator | Antwerpen                                   | -               | Vervangt vanaf 28 februari 1933 Piet Somers, die voltijds schepen van Antwerpen wordt. Somers zelf verving vanaf 22 december 1932 Edward Claessens, die provinciaal senator werd. |
| Jean Longville                  | Socialist          | Rechtstreeks gekozen senator | Antwerpen                                   | -               | |
| Pierre Van Berckelaer           | Socialist          | Rechtstreeks gekozen senator | Antwerpen                                   | -               | |
| Karel Dessain                   | Katholiek          | Rechtstreeks gekozen senator | Mechelen-Turnhout                           | -               | |
| François du Four                | Katholiek          | Rechtstreeks gekozen senator | Mechelen-Turnhout                           | -               | |
| Alfons Verbist                  | Katholiek          | Rechtstreeks gekozen senator | Mechelen-Turnhout                           | -               | |
| Jan Breugelmans                 | Socialist          | Rechtstreeks gekozen senator | Mechelen-Turnhout                           | -               | |
| Joseph Van Roosbroeck           | Socialist          | Rechtstreeks gekozen senator | Mechelen-Turnhout                           | -               | Secretaris. |
| Paul Crokaert                   | Katholiek          | Rechtstreeks gekozen senator | Brussel                                     | -               | Vanaf 14 november 1933 voorzitter van de commissie Landsverdediging. |
| Victor Waucquez                 | Katholiek          | Rechtstreeks gekozen senator | Brussel                                     | -               | |
| Leon Coenen                     | Katholiek          | Rechtstreeks gekozen senator | Brussel                                     | -               | |
| Léon de Steenhault de Waerbeek  | Katholiek          | Rechtstreeks gekozen senator | Brussel                                     | -               | |
| Albert Carnoy                   | Katholiek          | Rechtstreeks gekozen senator | Brussel                                     | -               | |
| Fernand Demets                  | Liberaal           | Rechtstreeks gekozen senator | Brussel                                     | -               | |
| Octave Dierckx                  | Liberaal           | Rechtstreeks gekozen senator | Brussel                                     | -               | Vanaf 6 november 1935 voorzitter van de liberale fractie. |
| Robert Catteau                  | Liberaal           | Rechtstreeks gekozen senator | Brussel                                     | -               | |
| Alphonse Huisman-Van den Nest   | Liberaal           | Rechtstreeks gekozen senator | Brussel                                     | -               | Secretaris. |
| Marius Renard                   | Socialist          | Rechtstreeks gekozen senator | Brussel                                     | -               | |
| Pierre Lalemand                 | Socialist          | Rechtstreeks gekozen senator | Brussel                                     | -               | |
| Julien Houben                   | Socialist          | Rechtstreeks gekozen senator | Brussel                                     | -               | Vervangt vanaf 14 februari 1934 de overleden Hubert Paulsen. |
| Guillaume Solau                 | Socialist          | Rechtstreeks gekozen senator | Brussel                                     | -               | Voorzitter van de commissie Arbeid en Nijverheid. |
| Louis Verheyden                 | Katholiek          | Rechtstreeks gekozen senator | Leuven                                      | -               | |
| Alfred Raport                   | Katholiek          | Rechtstreeks gekozen senator | Leuven                                      | -               | |
| Henri Corbeels                  | Socialist          | Rechtstreeks gekozen senator | Leuven                                      | -               | |
| François Van Herck              | Socialist          | Rechtstreeks gekozen senator | Nijvel                                      | -               | |
| Jules Hans                      | Socialist          | Rechtstreeks gekozen senator | Nijvel                                      | -               | |
| Victor Van Hoestenberghe        | Katholiek          | Rechtstreeks gekozen senator | Brugge                                      | -               | |
| Aimé Becelaere                  | Katholiek          | Rechtstreeks gekozen senator | Brugge                                      | -               | |
| Edouard Van Vlaenderen          | Socialist          | Rechtstreeks gekozen senator | Veurne-Diksmuide-Oostende                   | -               | |
| Albert de Spot                  | Katholiek          | Rechtstreeks gekozen senator | Veurne-Diksmuide-Oostende                   | -               | |
| Charles Gillès de Pelichy       | Katholiek          | Rechtstreeks gekozen senator | Roeselare-Tielt                             | -               | |
| Jan Mahieu Liebaert             | Katholiek          | Rechtstreeks gekozen senator | Roeselare-Tielt                             | -               | |
| Henri Dewaele                   | Socialist          | Rechtstreeks gekozen senator | Roeselare-Tielt                             | -               | |
| Gaston Gustave Bossuyt          | Katholiek          | Rechtstreeks gekozen senator | Kortrijk-Ieper                              | -               | |
| Gilbert Mullie                  | Katholiek          | Rechtstreeks gekozen senator | Kortrijk-Ieper                              | -               | Secretaris vanaf 12 november 1935 en voorzitter van de commissie Landbouw. |
| Joseph Coole                    | Socialist          | Rechtstreeks gekozen senator | Kortrijk-Ieper                              | -               | |
| Ernest Hennejonck               | Socialist          | Rechtstreeks gekozen senator | Kortrijk-Ieper                              | -               | |
| Hector Cuelenaere               | Katholiek          | Rechtstreeks gekozen senator | Gent-Eeklo                                  | -               | |
| Gustaaf Eylenbosch              | Katholiek          | Rechtstreeks gekozen senator | Gent-Eeklo                                  | -               | |
| Henri de Kerchove d'Exaerde     | Katholiek          | Rechtstreeks gekozen senator | Gent-Eeklo                                  | -               | |
| Maurice August Lippens          | Liberaal           | Rechtstreeks gekozen senator | Gent-Eeklo                                  | -               | Senaatsvoorzitter vanaf 13 november 1934. |
| Achiel De Roo                   | Socialist          | Rechtstreeks gekozen senator | Gent-Eeklo                                  | -               | Vervangt vanaf 13 november 1934 de overleden Jozef De Graeve. |
| Rudolf Vercammen                | Socialist          | Rechtstreeks gekozen senator | Gent-Eeklo                                  | -               | |
| Louis de Brouchoven de Bergeyck | Katholiek          | Rechtstreeks gekozen senator | Dendermonde-Sint-Niklaas                    | -               | |
| Alfons Hebbinckuys              | Katholiek          | Rechtstreeks gekozen senator | Dendermonde-Sint-Niklaas                    | -               | Vervangt vanaf 30 mei 1934 de overleden Albéric Van Stappen. |
| Pierre Van Fleteren             | Socialist          | Rechtstreeks gekozen senator | Dendermonde-Sint-Niklaas                    | -               | |
| Franciscus Van Schoor           | Socialist          | Rechtstreeks gekozen senator | Dendermonde-Sint-Niklaas                    | -               | |
| Joseph De Clercq                | Katholiek          | Rechtstreeks gekozen senator | Oudenaarde-Aalst                            | -               | Quaestor. |
| Léon Thienpont                  | Katholiek          | Rechtstreeks gekozen senator | Oudenaarde-Aalst                            | -               | |
| Gomar Van de Wiele              | Liberaal           | Rechtstreeks gekozen senator | Oudenaarde-Aalst                            | -               | |
| Guillaume Denauw                | Socialist          | Rechtstreeks gekozen senator | Oudenaarde-Aalst                            | -               | |
| Henri de la Barre d'Erquelinnes | Katholiek          | Rechtstreeks gekozen senator | Bergen-Zinnik                               | -               | |
| Albert de Savoye                | Katholiek          | Rechtstreeks gekozen senator | Bergen-Zinnik                               | -               | |
| François Quinchon               | Socialist          | Rechtstreeks gekozen senator | Bergen-Zinnik                               | -               | |
| Vincent Volckaert               | Socialist          | Rechtstreeks gekozen senator | Bergen-Zinnik                               | -               | Quaestor en voorzitter van de commissie Koloniën. |
| Alexandre Spreutel              | Socialist          | Rechtstreeks gekozen senator | Bergen-Zinnik                               | -               | Vervangt vanaf 24 juli 1934 de overleden Edouard Doublet. |
| Auguste Criquelion              | Liberaal           | Rechtstreeks gekozen senator | Doornik-Aat                                 | -               | |
| Emile Calonne                   | Socialist          | Rechtstreeks gekozen senator | Doornik-Aat                                 | -               | |
| Maurice Houtart                 | Katholiek          | Rechtstreeks gekozen senator | Doornik-Aat                                 | -               | |
| Georges Croquet                 | Liberaal           | Rechtstreeks gekozen senator | Charleroi-Thuin                             | -               | |
| René de Dorlodot                | Katholiek          | Rechtstreeks gekozen senator | Charleroi-Thuin                             | -               | |
| Albert François                 | Socialist          | Rechtstreeks gekozen senator | Charleroi-Thuin                             | -               | |
| Léon Matagne                    | Socialist          | Rechtstreeks gekozen senator | Charleroi-Thuin                             | -               | Secretaris. |
| Emile Cambier                   | Socialist          | Rechtstreeks gekozen senator | Charleroi-Thuin                             | -               | Vervangt vanaf 8 april 1936 de overleden Abel Braconnier. |
| Emile Chaudron                  | Socialist          | Rechtstreeks gekozen senator | Charleroi-Thuin                             | -               | Vervangt vanaf 24 maart 1936 de overleden Emile Mousty. |
| Émile Demoulin                  | Socialist          | Rechtstreeks gekozen senator | Charleroi-Thuin                             | -               | |
| Paul Berryer                    | Katholiek          | Rechtstreeks gekozen senator | Luik                                        | -               | Voorzitter van de commissie Binnenlandse Zaken. |
| Joseph Hanquet                  | Katholiek          | Rechtstreeks gekozen senator | Luik                                        | -               | Vervangt vanaf 22 december 1932 Joseph van Zuylen, die provinciaal senator wordt.                                                                                                 |
| Emile Digneffe                  | Liberaal           | Rechtstreeks gekozen senator | Luik                                        | -               | Senaatsvoorzitter tot 11 augustus 1934 en voorzitter van de commissie Buitenlandse Zaken.                                                                                         |
| Hubert Rogister                 | Socialist          | Rechtstreeks gekozen senator | Luik                                        | -               | Vervangt vanaf 27 mei 1935 de overleden Valère Henault. |
| Charles Van Belle               | Socialist          | Rechtstreeks gekozen senator | Luik                                        | -               | Quaestor. |
| Alfred Laboulle                 | Socialist          | Rechtstreeks gekozen senator | Luik                                        | -               | |
| François Logen                  | Socialist          | Rechtstreeks gekozen senator | Luik                                        | -               | Vervangt vanaf 22 december 1932 de overleden Remy Damas. |
| Fernand Lebeau                  | Socialist          | Rechtstreeks gekozen senator | Hoei-Borgworm                               | -               | |
| Joseph Nihoul                   | Katholiek          | Rechtstreeks gekozen senator | Hoei-Borgworm                               | -               | |
| André Simonis                   | Katholiek          | Rechtstreeks gekozen senator | Verviers                                    | -               | |
| Léonard Ohn                     | Socialist          | Rechtstreeks gekozen senator | Verviers                                    | -               | |
| Joseph Smets                    | Katholiek          | Rechtstreeks gekozen senator | Hasselt-Tongeren-Maaseik                    | -               | |
| Georges Meyers                  | Katholiek          | Rechtstreeks gekozen senator | Hasselt-Tongeren-Maaseik                    | -               | |
| Paul Cartuyvels                 | Katholiek          | Rechtstreeks gekozen senator | Hasselt-Tongeren-Maaseik                    | -               | |
| Simon Lindekens                 | Vlaams-nationalist | Rechtstreeks gekozen senator | Hasselt-Tongeren-Maaseik                    | -               | |
| Paul de Moffarts                | Katholiek          | Rechtstreeks gekozen senator | Aarlen-Marche-Bastenaken-Neufchâteau-Virton | -               | |
| Emile Misson                    | Katholiek          | Rechtstreeks gekozen senator | Aarlen-Marche-Bastenaken-Neufchâteau-Virton | -               | |
| Joseph Dujardin                 | Socialist          | Rechtstreeks gekozen senator | Aarlen-Marche-Bastenaken-Neufchâteau-Virton | -               | Vervangt vanaf 22 december 1932 Daniel Clesse, die provinciaal senator wordt. |
| Eugène de Mevius                | Katholiek          | Rechtstreeks gekozen senator | Namen-Dinant-Philippeville                  | -               | Voorzitter van de commissie Financiën. |
| Albert d'Huart                  | Katholiek          | Rechtstreeks gekozen senator | Namen-Dinant-Philippeville                  | -               | Ondervoorzitter. |
| Léon Sasserath                  | Liberaal           | Rechtstreeks gekozen senator | Namen-Dinant-Philippeville                  | -               | Vervangt vanaf 12 november 1935 de overleden Gabriel Hicguet. Hicguet was tot aan zijn dood op 24 oktober 1935 quaestor en voorzitter van de liberale fractie.                    |
| Edouard Ronvaux                 | Socialist          | Rechtstreeks gekozen senator | Namen-Dinant-Philippeville                  | -               | |
| Henri Disière                   | Socialist          | Rechtstreeks gekozen senator | Namen-Dinant-Philippeville                  | -               | |
| Edmond Bernaerts                | Katholiek          | Provinciaal senator          | -                                           | Antwerpen       | Vervangt vanaf 3 december 1935 de overleden Hector Lebon. Lebon was secretaris tot aan zijn dood op 27 oktober 1935.                                                              |
| Joseph Van Cauwenbergh          | Katholiek          | Provinciaal senator          | -                                           | Antwerpen       | |
| Joseph Verachtert               | Katholiek          | Provinciaal senator          | -                                           | Antwerpen       | |
| Robert Godding                  | Liberaal           | Provinciaal senator          | -                                           | Antwerpen       | |
| Georges Barnich                 | Socialist          | Provinciaal senator          | -                                           | Antwerpen       | |
| Edward Claessens                | Socialist          | Provinciaal senator          | -                                           | Antwerpen       | |
| Daniel Leyniers                 | Katholiek          | Provinciaal senator          | -                                           | Brabant         | Secretaris. |
| Cyrille Van Overbergh           | Katholiek          | Provinciaal senator          | -                                           | Brabant         | Ondervoorzitter. |
| Gaston Philips                  | Katholiek          | Provinciaal senator          | -                                           | Brabant         | |
| Emile Vinck                     | Socialist          | Provinciaal senator          | -                                           | Brabant         | Ondervoorzitter en voorzitter van de socialistische fractie. |
| Henri Lafontaine                | Socialist          | Provinciaal senator          | -                                           | Brabant         | Vervangt vanaf 3 december 1935 de overleden Leopold Beosier. |
| Paul Henricot                   | Liberaal           | Provinciaal senator          | -                                           | Brabant         | |
| Lucien Beauduin                 | Liberaal           | Provinciaal senator          | -                                           | Brabant         | Vervangt vanaf 15 mei 1934 Robert Petitjean, die wegens betrokkenheid in een financieel schandaal ontslag neemt.                                                                  |
| Marcel Loumaye                  | Liberaal           | Provinciaal senator          | -                                           | Brabant         | Vervangt vanaf 3 december 1935 de overleden Armand Huysmans. |
| Alfons Van Coillie              | Katholiek          | Provinciaal senator          | -                                           | West-Vlaanderen | |
| Edmond Depontieu                | Katholiek          | Provinciaal senator          | -                                           | West-Vlaanderen | |
| Camille Lammertijn              | Katholiek          | Provinciaal senator          | -                                           | West-Vlaanderen | |
| Arthur Verbrugge                | Socialist          | Provinciaal senator          | -                                           | West-Vlaanderen | |
| Maurice Orban                   | Katholiek          | Provinciaal senator          | -                                           | Oost-Vlaanderen | |
| Gustaaf Gabriël                 | Katholiek          | Provinciaal senator          | -                                           | Oost-Vlaanderen | |
| Hubert Van de Weerd             | Katholiek          | Provinciaal senator          | -                                           | Oost-Vlaanderen | |
| Romain Moyersoen                | Katholiek          | Provinciaal senator          | -                                           | Oost-Vlaanderen | Voorzitter van de commissie Sociale Voorzorg en Volksgezondheid. |
| Frans Toch                      | Socialist          | Provinciaal senator          | -                                           | Oost-Vlaanderen | Vanaf 14 november 1933 voorzitter van de commissie PTT. |
| Adolphe Demets                  | Socialist          | Provinciaal senator          | -                                           | Oost-Vlaanderen | |
| Gustave Debersé                 | Katholiek          | Provinciaal senator          | -                                           | Henegouwen      | Vervangt vanaf 5 juli 1934 de overleden Octave Leduc. |
| Pol-Clovis Boël                 | Liberaal           | Provinciaal senator          | -                                           | Henegouwen      | Quaestor vanaf 12 november 1935 en voorzitter van de commissie Openbare Werken en Economische Zaken.                                                                              |
| Georges Goffin                  | Socialist          | Provinciaal senator          | -                                           | Henegouwen      | Vervangt vanaf 6 april 1933 de overleden Jules Lekeu. Lekeu was tot aan zijn dood op 12 maart 1933 voorzitter van de commissie Landsverdediging.                                  |
| Alfred Danhier                  | Socialist          | Provinciaal senator          | -                                           | Henegouwen      | |
| Jules Casterman                 | Socialist          | Provinciaal senator          | -                                           | Henegouwen      | |
| René Branquart                  | Socialist          | Provinciaal senator          | -                                           | Henegouwen      | |
| Joseph van Zuylen               | Katholiek          | Provinciaal senator          | -                                           | Luik            | |
| Edmond Claessens                | Katholiek          | Provinciaal senator          | -                                           | Luik            | |
| Pierre Forthomme                | Liberaal           | Provinciaal senator          | -                                           | Luik            | |
| Guillaume Joachim               | Socialist          | Provinciaal senator          | -                                           | Luik            | |
| Rodolphe Bernard                | Socialist          | Provinciaal senator          | -                                           | Luik            | |
| Edouard Janssens                | Katholiek          | Provinciaal senator          | -                                           | Limburg         | |
| Jan Rutten                      | Katholiek          | Provinciaal senator          | -                                           | Limburg         | |
| Jozef Lantmeeters               | Katholiek          | Provinciaal senator          | -                                           | Limburg         | |
| Henry Delvaux de Fenffe         | Katholiek          | Provinciaal senator          | -                                           | Luxemburg       | Quaestor. |
| Hubert Pierlot                  | Katholiek          | Provinciaal senator          | -                                           | Luxemburg       | |
| Daniel Clesse                   | Socialist          | Provinciaal senator          | -                                           | Luxemburg       | |
| Léon Legrand                    | Katholiek          | Provinciaal senator          | -                                           | Namen           | |
| Barthélémy Molet                | Socialist          | Provinciaal senator          | -                                           | Namen           | |
| Hector de Selys Longchamps      | Liberaal           | Provinciaal senator          | -                                           | Namen           | |
| Charles de Broqueville          | Katholiek          | Gecoöpteerd senator          | -                                           | -               | |
| Arthur Ligy                     | Katholiek          | Gecoöpteerd senator          | -                                           | -               | Secretaris en voorzitter van de commissie Justitie. |
| Paul Segers                     | Katholiek          | Gecoöpteerd senator          | -                                           | -               | Voorzitter van de commissie Vervoer tot 14 november 1933 en voorzitter van de katholieke fractie.                                                                                 |
| Pieter-Jan Broekx               | Katholiek          | Gecoöpteerd senator          | -                                           | -               | |
| Georges Rutten                  | Katholiek          | Gecoöpteerd senator          | -                                           | -               | Voorzitter van de commissie Openbaar Onderwijs. |
| Georges Limage                  | Katholiek          | Gecoöpteerd senator          | -                                           | -               | |
| Alphonse Ferminne               | Katholiek          | Gecoöpteerd senator          | -                                           | -               | |
| Robert d'Ursel                  | Katholiek          | Gecoöpteerd senator          | -                                           | -               | |
| Auguste Mattagne                | Katholiek          | Gecoöpteerd senator          | -                                           | -               | |
| Paul Tschoffen                  | Katholiek          | Gecoöpteerd senator          | -                                           | -               | |
| Robert Gillon                   | Liberaal           | Gecoöpteerd senator          | -                                           | -               | |
| Victor Carpentier               | Liberaal           | Gecoöpteerd senator          | -                                           | -               | |
| Paul-Emile Janson               | Liberaal           | Gecoöpteerd senator          | -                                           | -               | Vervangt vanaf 3 december 1935 Jules Ingenbleek, die provinciegouverneur van Oost-Vlaanderen wordt.                                                                               |
| Arthur Wauters                  | Socialist          | Gecoöpteerd senator          | -                                           | -               | |
| Marie Janson                    | Socialist          | Gecoöpteerd senator          | -                                           | -               | |
| Joseph Bologne                  | Socialist          | Gecoöpteerd senator          | -                                           | -               | |
| Henri Rolin                     | Socialist          | Gecoöpteerd senator          | -                                           | -               | |
| Corneille Mertens               | Socialist          | Gecoöpteerd senator          | -                                           | -               | |
| Pierre Diriken                  | Socialist          | Gecoöpteerd senator          | -                                           | -               | |
| Arthur Jauniaux                 | Socialist          | Gecoöpteerd senator          | -                                           | -               | |
| August Vermeylen                | Socialist          | Gecoöpteerd senator          | -                                           | -               | |
| Prosper De Bruyn                | Socialist          | Gecoöpteerd senator          | -                                           | -               | Voorzitter van de commissie PTT tot 14 november 1933 en vanaf 14 november 1933 voorzitter van de commissie Vervoer.                                                               |
| Leopold van België              | -                  | Senator van rechtswege       | -                                           | -               | De toekomstige koning Leopold III blijft in functie tot aan het begin van zijn koningschap op 23 februari 1934.                                                                   |